# Tossal de les Bruixes
El Tossal de les Bruixes és una muntanya de 492 metres que es troba entre els municipis de Granyanella i dels Plans de Sió, a la comarca catalana de la Segarra.
Al cim podem trobar-hi un vèrtex geodèsic (referència 266112001).